# Korektor graficzny
Korektor graficzny, equalizer – jeden z rodzaju korektorów, składający się z zestawu potencjometrów suwakowych pozwalających na podbijanie bądź tłumienie określonych pasm częstotliwości.
Korektor graficzny w popularnych zestawach hi-fi jest umieszczany pomiędzy źródłem sygnału (np. tunerem) a wzmacniaczem. W systemach hi-end nie stosuje się tego typu urządzeń ze względu na ogromne zmiany w torze sygnału, a co za tym idzie – wprowadzenie bardzo dużej ilości zniekształceń (szczególnie przesunięć fazowych) wynikających z niedoskonałości budowy filtrów.
Popularne korektory graficzne wyposażone są zwykle w 5–10 potencjometrów na kanał, posiadają także regulację całkowitego wzmocnienia sygnału w każdym kanale. Profesjonalne korektory graficzne natomiast umożliwiają znacznie dokładniejszą korekcję dźwięku. Najczęściej w tych zastosowaniach wykorzystuje się tzw. korektor tercjowy, oferujący zazwyczaj 31 pasm korekcji na każdy kanał, w którego torze jest wpięty. Przeważnie służy do tłumienia częstotliwości, na których występują sprzężenia zwrotne z monitorów odsłuchowych oraz korekty modów pomieszczenia. Do korekcji barwy używa się zwykle korektorów semiparametrycznych i parametrycznych.
Obecnie coraz częściej klasyczny korektor graficzny jest zastępowany przez mikroprocesorowy korektor częstotliwości. W praktyce studyjnej nadal stosuje się jednak klasyczne rozwiązania, przede wszystkim ze względu na wygodę użytkowania, pozwalające jednym rzutem oka ocenić stopień korekcji. Nawet jeżeli sam proces korekcji odbywa się w systemie komputerowym, to dla wygody użytkowania często stosuje się i tak graficzną formę wyświetlania zbliżoną do tradycyjnego korektora graficznego.